# 96

## Події
- Римським імператором став Нерва, перший з династії Антонінів.

## Померли
- 18 вересня — У Римі, в результаті заколоту за участю власної дружини, убитий Цезар Доміціан Август (Тіт Флавій Доміціан), римський імператор з 81 року.